# Bains-sur-Oust
Bains-sur-Oust (en bretó Baen-Ballon, en gal·ló Bein) és un municipi francès, situat a la regió de Bretanya, al departament d'Ille i Vilaine. L'any 2006 tenia 3.318 habitants. Limita amb els municipis de Sixt-sur-Aff, Renac, Sainte-Marie i Redon a Ille i Vilaine, Saint-Perreux, Saint-Vincent-sur-Oust, Glénac i Cournon a Morbihan.

## Demografia
| 1962                                       | 1968  | 1975  | 1982  | 1990  | 1999  |
| ------------------------------------------ | ----- | ----- | ----- | ----- | ----- |
| 2.081                                      | 2.100 | 2.400 | 2.610 | 2.815 | 3.021 |
| Des de 1962: població sense dobles comptes |       |       |       |       |       |

## Administració
| Període   | Identitat   | Partit        |
| --------- | ----------- | ------------- |
| 1995-2008 | René Dréan  | Divers droite |
| 2008-     | Marc Derval |               |